# Varanus varius
Varanus varius é uma espécie de lagarto da família dos lagartos monitores, existente na Austrália.

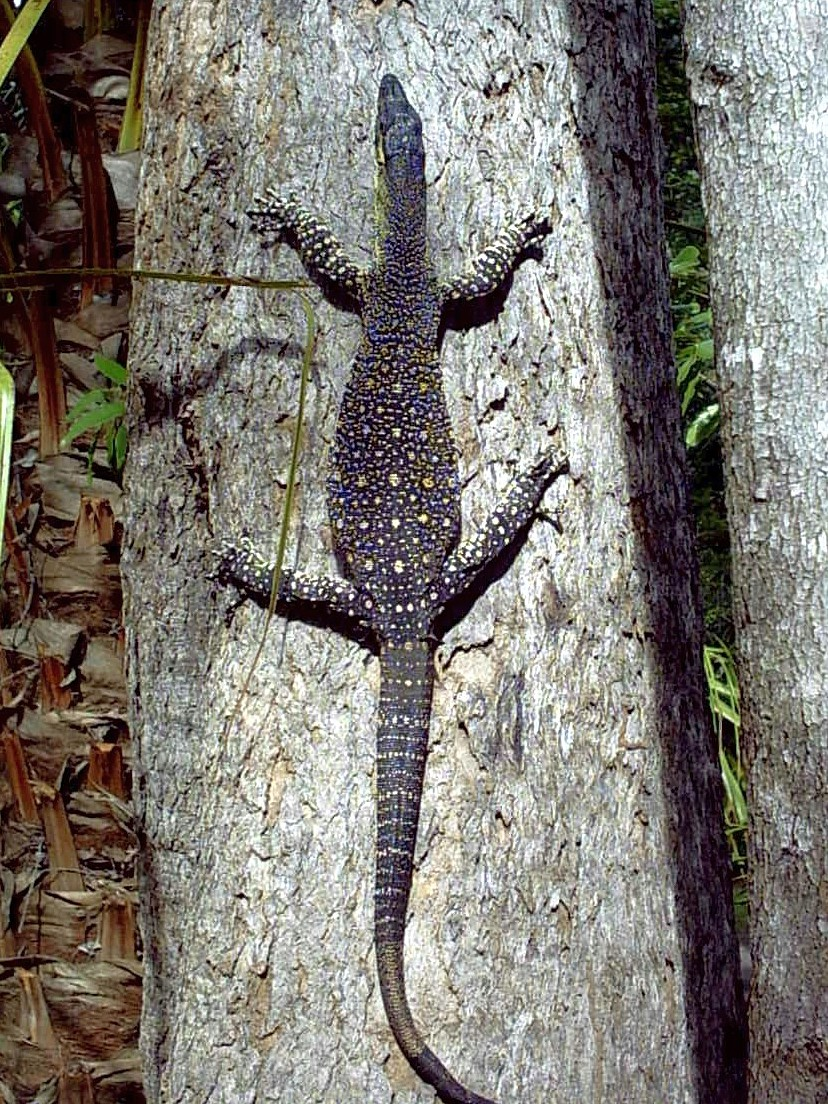
Lace Monitor climbing a tree
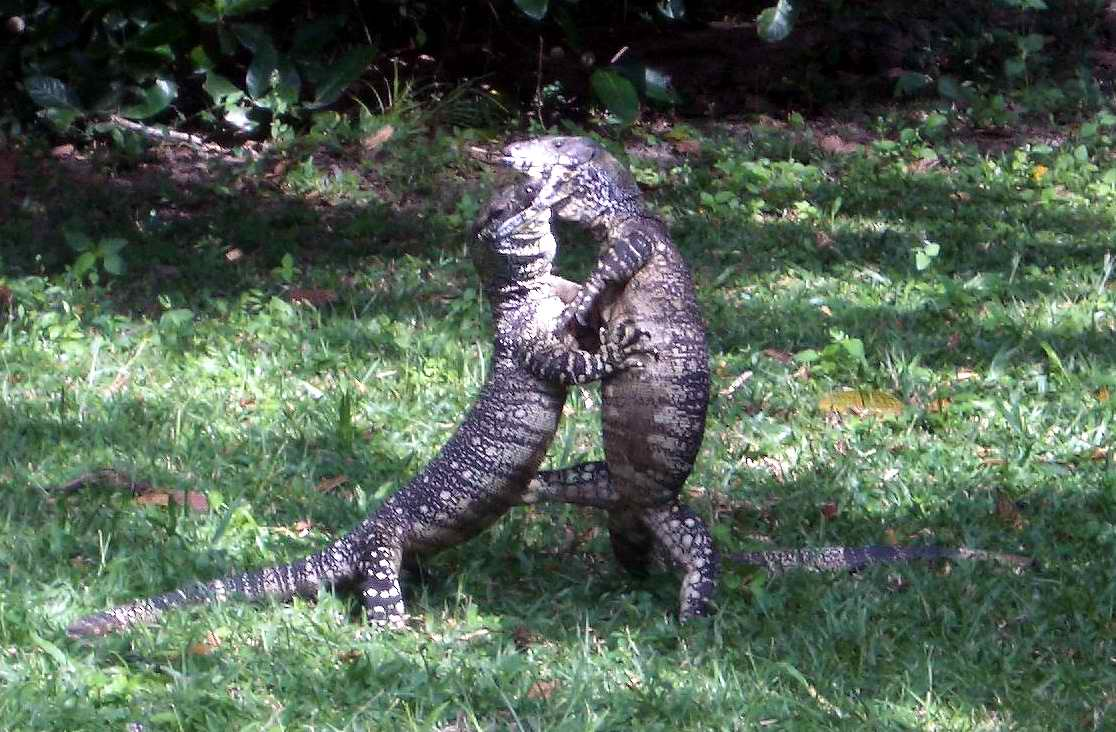
Lace Monitors fighting
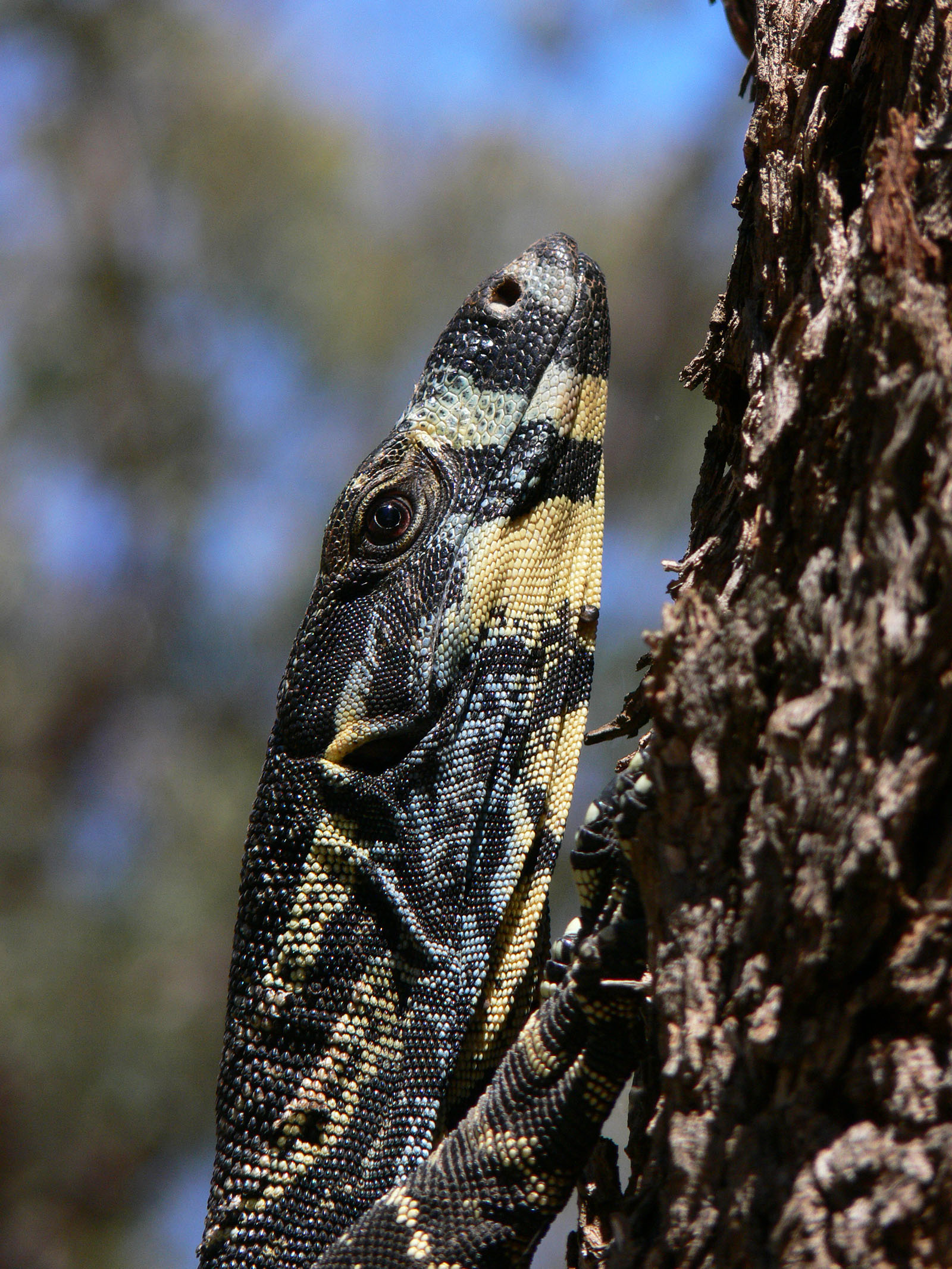
A lace monitor climbing a tree
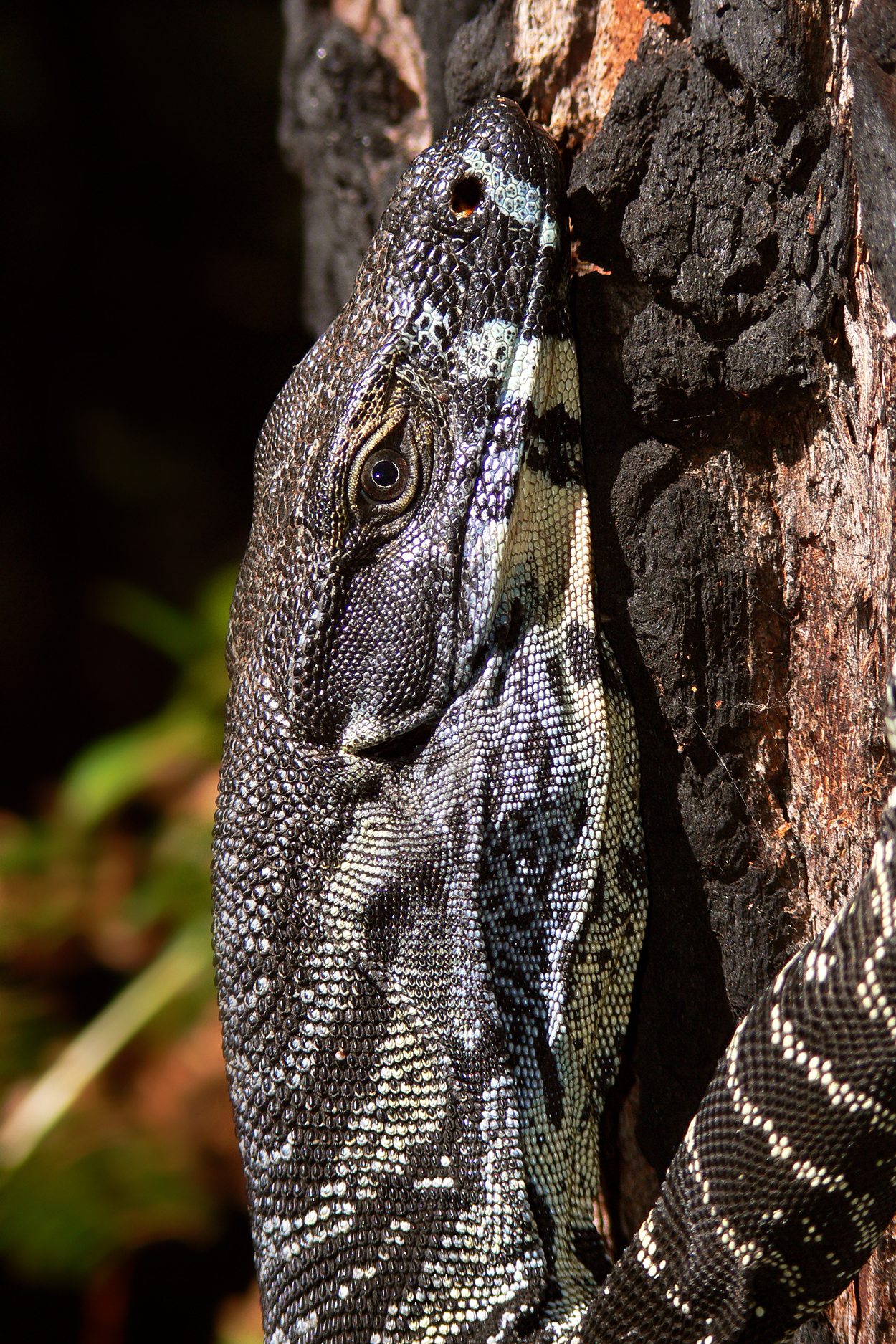
A lace monitor climbing a tree